# Чемпионат Европы по лёгкой атлетике 2016 — эстафета 4×400 метров (женщины)
Соревнования в эстафете 4×400 метров у женщин на чемпионате Европы по лёгкой атлетике в Амстердаме прошли 9 и 10 июля 2016 года на Олимпийском стадионе. К соревнованиям были допущены 16 сильнейших сборных Старого Света, определявшиеся по сумме двух лучших результатов, показанных в период с 1 января 2015 года по 19 июня 2016 года.
Действующим чемпионом Европы в эстафете 4×400 метров являлась сборная Франции.

## Рекорды
До начала соревнований действующими были следующие рекорды.
| Мировой рекорд                   | СССР · Татьяна Ледовская · Ольга Назарова · Мария Пинигина · Ольга Брызгина         | 3.15,17 | Сеул, Южная Корея    | 1 октября 1988  |
| Рекорд Европы                    | СССР · Татьяна Ледовская · Ольга Назарова · Мария Пинигина · Ольга Брызгина         | 3.15,17 | Сеул, Южная Корея    | 1 октября 1988  |
| Рекорд чемпионатов Европы        | ГДР · Кирстен Эммельман · Сабине Буш · Петра Мюллер · Марита Кох                    | 3.16,87 | Штутгарт, ФРГ        | 31 августа 1986 |
| Лучший результат сезона в мире   | Университет Арканзаса Дамаджани Бёрч Дейна Харпер Мониса Доббинс Сиэра Уотсон       | 3.25,48 | Лоренс, США          | 28 мая 2016     |
| Лучший результат сезона в Европе | Великобритания · Келли Мэсси · Лавиаи Нильсен · Перри Шейкс-Дрейтон · Эмили Даймонд | 3.28,62 | Регенсбург, Германия | 5 июня 2016     |

## Расписание
| Дата         | Время | Раунд соревнований     |
| ------------ | ----- | ---------------------- |
| 9 июля 2016  | 13:55 | Предварительные забеги |
| 10 июля 2016 | 18:40 | Финал                  |

Время местное (UTC+2)

## Медалисты
| Золото | Серебро | Бронза                                                                                                   |
| Великобритания · Эмили Даймонд · Аника Онуора · Эйлид Дойл · Серен Банди-Дэвис · Маргарет Адеойе · Келли Мэсси | Франция · Фара Анашарсис · Бриджитт Нтиамоа · Мари Гайо · Флория Гей · Агнес Рааролаи · Элеа-Марьяма Диарра | Италия · Мария Бенедикта Чигболу · Мария Энрика Спакка · Кьяра Баццони · Либания Гренот · Елена Бонфанти |

Курсивом выделены участницы, выступавшие только в предварительных забегах

## Результаты
Обозначения: Q — Автоматическая квалификация | q — Квалификация по показанному результату | WR — Мировой рекорд | ER — Рекорд Европы | CR — Рекорд чемпионатов Европы | NR — Национальный рекорд | NUR — Национальный рекорд среди молодёжи | WL — Лучший результат сезона в мире | EL — Лучший результат сезона в Европе | SB — Лучший результат в сезоне | DNS — Не стартовали | DNF — Не финишировали | DQ — Дисквалифицированы

### Предварительные забеги
Квалификация: первые 3 команды в каждом забеге (Q) плюс 2 лучших по времени (q) проходили в финал.
| Место | Команда                                                                                  | Забег | Результат | Примечания |
| ----- | ---------------------------------------------------------------------------------------- | ----- | --------- | ---------- |
| 1     | Великобритания (Эйлид Дойл, Маргарет Адеойе, Келли Мэсси, Серен Банди-Дэвис)             | 1     | 3:26.42   | Q, EL      |
| 2     | Польша (Эвелина Птак, Мартина Домбровская, Ига Баумгарт, Патриция Выцишкевич)            | 1     | 3:27.72   | Q, SB      |
| 3     | Украина (Юлия Олишевская, Ольга Бибик, Татьяна Мельник, Ольга Земляк)                    | 2     | 3:27.75   | Q, SB      |
| 4     | Германия (Лаура Мюллер, Фридерике Мёленкамп, Лара Хоффман, Рут София Шпельмайер)         | 2     | 3:28.03   | Q, SB      |
| 5     | Франция (Мари Гайо, Бриджитт Нтиамоа, Агнес Рааролаи, Элеа-Марьяма Диарра)               | 2     | 3:28.38   | Q, SB      |
| 6     | Румыния (Аделина Пастор, Анамария Ионицэ, Санда Белгян, Андреа Миклос)                   | 2     | 3:29.08   | q, SB      |
| 7     | Нидерланды (Никки ван Лёверен, Лизанне Де Витте, Ева Ховенкамп, Лаура Де Витте)          | 2     | 3:29.18   | q, NR      |
| 8     | Италия (Мария Бенедикта Чигболу, Мария Энрика Спакка, Кьяра Баццони, Елена Бонфанти)     | 1     | 3:29.57   | Q, SB      |
| 9     | Беларусь (Елена Киевич, Юлия Юреня, Екатерина Хайруллина, Илона Усович)                  | 1     | 3:31.23   | SB         |
| 10    | Греция (Екатерини Далака, Анна Василиу, Деспина Мурта, Ирини Василиу)                    | 2     | 3:31.66   | SB         |
| 10    | Словакия (Сильвия Шальговичова, Александра Штукова, Александра Безекова, Ивета Путалова) | 1     | 3:31.66   | NR         |
| 12    | Норвегия (Бенедикте Хёуге, Сара Дортея Йенсен, Ида Бакке Хансен, Лине Клостер)           | 1     | 3:31.73   | NR         |
| 13    | Португалия (Ривинилда Ментай, Филипа Мартиньш, Катя Азеведу, Дороте Эвора)               | 1     | 3:32.48   | SB         |
| 14    | Испания (Лаура Буэно, Аури Лорена Бокеса, Барбара Камблор, Герачане Уссиа)               | 2     | 3:33.57   | SB         |
| 15    | Ирландия (Шинед Денни, Фил Хили, Дженна Бромелл, Сиэра Маккаллион)                       | 2     | 3:34.02   | SB         |
| 16    | Турция (Берфе Санджак, Мерьем Касап, Эмель Шанлы, Элиф Йылдырым)                         | 1     | 3:38.47   |            |

### Финал
Финал в эстафете 4×400 метров у женщин состоялся 10 июля 2016 года. С самого старта лидерство захватила сборная Великобритании, с каждым этапом только увеличивавшая отрыв от преследователей. Перед заключительным кругом преимущество достигло 2,5 секунд, после чего Серен Банди-Дэвис не составило труда финишировать на первом месте. Сборная Италии стараниями чемпионки Европы в беге на 400 метров Либании Гренот завоевала бронзовые медали (на четвёртый этап она ушла лишь шестой).
| Место | Команда                                                                              | Результат | Примечания |
| ----- | ------------------------------------------------------------------------------------ | --------- | ---------- |
| 1     | Великобритания (Эмили Даймонд, Аника Онуора, Эйлид Дойл, Серен Банди-Дэвис)          | 3:25.05   | WL         |
| 2     | Франция (Фара Анашарсис, Бриджитт Нтиамоа, Мари Гайо, Флория Гей)                    | 3:25.96   | SB         |
| 3     | Италия (Мария Бенедикта Чигболу, Мария Энрика Спакка, Кьяра Баццони, Либания Гренот) | 3:27.49   | SB         |
| 4     | Польша (Эвелина Птак, Малгожата Голуб, Патриция Выцишкевич, Юстина Свенти)           | 3:27.60   | SB         |
| 5     | Германия (Лаура Мюллер, Фридерике Мёленкамп, Лара Хоффман, Рут София Шпельмайер)     | 3:27.60   | SB         |
| 6     | Украина (Юлия Олишевская, Ольга Бибик, Татьяна Мельник, Ольга Земляк)                | 3:27.64   | SB         |
| 7     | Нидерланды (Лаура Де Витте, Лизанне Де Витте, Ева Ховенкамп, Никки ван Лёверен)      | 3:29.23   |            |
| 8     | Румыния (Аделина Пастор, Анамария Ионицэ, Санда Белгян, Андреа Миклос)               | 3:30.63   |            |